# فوميو إيواي
فوميو إيواي (Fumio Iwai) (مواليد 17 يوليو 1960)، دبلوماسي ياباني يشغل حاليًا منصب سفير اليابان لدى المملكة العربية السعودية، وشغل سابقًا منصب سفير اليابان في العراق في الفترة من 6 تشرين الأول 2014 حتى 17 تموز 2018.

## حياته
ولد في كيوتو، اليابان في عام 1960 ودرس في جامعة كيوتو.
لقي شهرة في العراق بسبب كلامه باللهجة العراقية .

## العمل الدبلوماسي
انضم إلى وزاة الخارجية وشغل منصب :
- السفير الياباني في العراق

## وصلات خارجية
- موقع السفارة اليابانية في العراق